# Robyn Thorn
Robyn Jean Thorn (Kingaroy, Queensland, 26 de novembre del 1945), de casada Robyn Nock, és una exnedadora australiana que s'especialitzà en estil lliure.
Thorn guanyà la medalla d'or amb l'equip australià a les 4x110 iardes i individualment la de plata a les 110 iardes als Jocs de la Commonwealth del 1962, a Perth (Austràlia Occidental). Als Jocs Olímpics d'Estiu de 1964, a Tòquio, guanyà la medalla de plata als 4x100 metres per equips. Sempre va anar a l'ombra de la seva compatriota Dawn Fraser.